# Annaphila amicula
Annaphila amicula là một loài bướm đêm trong họ Noctuidae.